# Lepidostoma ermanae
Lepidostoma ermanae är en nattsländeart som beskrevs av Weaver 1988. Lepidostoma ermanae ingår i släktet Lepidostoma och familjen kantrörsnattsländor. Inga underarter finns listade i Catalogue of Life.